# Nick McBride
Nicholas "Nick" McBride (Melbourne, 12 februari 1991) is een Australisch autocoureur.

## Carrière
McBride begon zijn autosportcarrière in 2009 in de Australische Formule Ford, rijdend voor het team Minda Motorsport. Met als beste resultaat een zesde plaats in de eerste race op de Sandown Raceway eindigde hij als zestiende in het kampioenschap met 19 punten.
In 2010 bleef McBride in de Australische Formule Ford rijden, maar nu voor het team Marshalls & Dent Lawyers. Na het derde raceweekend kon hij echter niet meer deelnemen en had hij ook vijf punten in mindering gekregen. Hij eindigde hierdoor als 39e en laatste in het kampioenschap met -3 punten.
In 2011 ging McBride in Europa rijden in de Britse Formule Ford voor het team Jamun Racing. Met een overwinning in de tweede race op Donington Park eindigde hij als derde in het kampioenschap met 507 punten, drie minder dan Jeroen Slaghekke en 107 punten minder dan Scott Malvern. Daarnaast nam hij ook deel aan de Formule Ford Benelux als gastrijder, waar hij twee van de drie races won waarin hij deelnam. Ook reed hij in het Formule Ford Festival, waar hij derde werd in de Duratec-klasse. In november reed hij in het Britse Formule Renault Winterkampioenschap voor het team Manor Competition onder een Britse racelicentie. Met als beste resultaat een vierde plaats in de laatste race op de Rockingham Motor Speedway eindigde hij als zevende in het kampioenschap met 79 punten.
In 2012 stapte McBride over naar de Formule 3, waar hij ging rijden in het Britse Formule 3-kampioenschap voor het team ThreeBond with T-Sport. Hij stond eenmaal op het podium, een derde plaats op het Snetterton Motor Racing Circuit was zijn beste resultaat. Hiermee eindigde hij uiteindelijk als tiende in het kampioenschap met 85 punten. Door zijn deelname aan de Britse Formule 3 reed hij ook enkele gastraces in de Formule 3 Euroseries en het Europees Formule 3-kampioenschap, maar voor beide kampioenschappen was hij niet puntengerechtigd.
In 2013 keert McBride terug naar Australië om in het Australian Drivers' Championship te rijden voor het team Astuti Motorsport. Ook rijdt hij in de Dunlop V8 Supercars Series voor Tony D'Alberto Racing.